# بيلسيستا (أوهريد)
بيلسيستا (Белчишта) هي مدينة في مقاطعة أوهريد في جمهورية مقدونيا.
يبلغ عدد سكانها حوالي 2645  نسمة.